# Gwen Araujo
Gwen Amber Rose Araujo (24 de febrero de 1985 - 4 de octubre de 2002) fue una adolescente transgénero estadounidense que murió a causa del ataque de varios individuos. Los motivos de la muerte de Araujo fueron investigados en los juicios penales en los que se alegó que los atacantes se enfadaron al descubrir que Araujo se le asignó el género masculino al nacer. En el juicio más reciente, dos de los acusados fueron declarados culpables de asesinato en segundo grado, pero el jurado concluyó que no se había cometido un delito de odio. Las circunstancias del caso hicieron que se convirtiera en un punto de reunión de la comunidad LGBT, y varios aspectos, polémicos y poco comentados en la prensa sobre el caso siguen siendo puntos de controversia.

## Vida
Araujo vivía en Newark, California, Estados Unidos. Su familia afirma que tuvo una infancia feliz, que siempre se reía y tenía energía. Expresó el deseo de ser mujer desde una edad temprana y, justo antes de su muerte, había empezado su transición. Araujo asistió a una escuela pública y a una iglesia de la zona con su familia hasta que surgiera la polémica por ser transgénero, momento en el que empezó a retirarse socialmente. Dejó de asistir al Newark Memorial High School antes de graduarse y empezó a buscar trabajo. No pudo encontrar trabajo, cosa que su madre afirma que fue resultado de la intolerancia causada por la transición entre sexos gradual de su hija.

## Muerte
Araujo, quien entonces se hacía llamar "Lida", conoció a un círculo de amigos que encontró al azar caminando por la calle. El grupo de jóvenes se entretenía durante las noches con actividades festivas que incluían jugar dominó y consumir drogas y alcohol en casa de los futuros agresores de Araujo. Araujo presuntamente tuvo relaciones sexuales con por lo menos dos de los hombres del grupo. Unas semanas después de conocer a los jóvenes, fue invitada a una fiesta en la casa. Llevó una blusa campesina de su madre, a pesar de que su madre le había pedido no llevar la ropa que había elegido esa noche, expresando su incomodidad con la apariencia de Araujo. Araujo le dijo a su madre que solo estaba siendo envidiosa. Ésta fue la última vez que Sylvia Guerrero vio a su hija viva. 
En la fiesta (el 3 de octubre de 2002) se descubrió, por inspección forzada (llevada a cabo por una mujer en la fiesta), que Araujo era biológicamente varón. En una explosión de actividad, los hombres con quienes había tenido relaciones sexuales se enfurecieron. Una vez descubierto esto, Mike Magidson comenzó a estrangularla en el pasillo de la casa. En este momento se fueron varios invitados de la residencia. José Merél y Jaron Nabors se quedaron dentro de la casa con Mike Magidson. Jason Cazares afirma que él salió de la casa en este momento, pero que no abandonó el lugar porque había llegado en el auto de Mike Magidson. Una vez que se fueron todos, los tres agresores empezaron a golpear a Araujo. José Merél le pegó en la cabeza con una sartén y luego otra vez con una lata de tomates, causando una herida profunda que sangró copiosamente. Jaron Nabors le pegó con una mancuerna. Mike Magidson le dio un rodillazo en la cabeza contra la pared de la sala. El golpe fue tan fuerte que su cabeza causó una abolladura en la pared de yeso. Después de un rato en la sala, Araujo fue llevada al garaje del hogar, donde fue estrangulada con una cuerda (no se está de acuerdo si fue Mike Magidson o Jaron Nabors quien estranguló la víctima). La mayoría de los relatos declaran que José Merél estaba limpiando la sangre de la alfombra en el momento que Araujo estaba siendo estrangulada. Luego le ataron los pies y las piernas, la envolvieron en una manta y la subieron en la parte trasera de una camioneta. Los tres agresores, junto con Jason Cazares, llevaron su cuerpo a un parque en el condado de El Dorado, California, un área con muchos árboles en la falda de la Sierra Nevada conocida como Silver Fork, donde fue finalmente enterrada en una sepultura muy poco profunda. No está claro en qué punto durante los sucesos ocurrió la muerte de Araujo. Sin embargo, la autopsia reveló que murió de estrangulación asociada con trauma abrupto fuerte a la cabeza.

## Juicio
Pasaron casi dos semanas antes de que las autoridades descubrieran el cadáver de Araujo. Los asistentes de la fiesta, por miedo de represalia, no denunciaron el crimen que había ocurrido y todos los agresores acordaron nunca comentárselo a nadie. Más tarde, sin embargo, Jaron Nabors empezó a hablar con un amigo sobre lo sucedido. El amigo alertó a la policía y Jaron Nabors fue detenido para interrogación, donde finalmente reveló el sitio donde se encontraba el cadáver.
El Departamento del Sheriff del Condado de Alameda envió a cuatro investigadores y dos detectives para recuperar el cadáver de donde había sido enterrada. Jaron Nabors, el más joven de los cuatro individuos acusados de asesinato y crimen de odio, llevó a los oficiales al sitio el 16 de octubre de 2002. Los cuatro acusados del asesinato son: Michael Magidson, de 25 años, Jaron Nabors, 22, José Merél, 25, y Paul Merél, el hermano mayor de José. Paul Merél fue liberado pronto ya que su novia (la que comprobó que Araujo era biológicamente varón en el baño) afirmó a la policía que Paul se había ido esa noche con ella. Paul Merél y su novia nunca fueron acusados y sirvieron de testigos para la acusación. Después, Nabors testificó en contra de los otros tres como parte de un acuerdo con el Fiscal de distrito a cambio de una sentencia menor por homicidio después de que la policía obtuvo información de una carta de la cárcel y al interceptar una conversación telefónica con uno de los acusados. Jason Cazares fue detenido más de un mes después de los demás acusados y solo después de que Nabors mencionó a Cazares en una carta a la novia de Nabors en la que dijo que no había participado en el asesinato. Sin embargo, Nabors testificaría más tarde que sí participó del asesinato, lo que pone en cuestión la fiabilidad de la carta. Además, la novia de Nabors testificó que la carta contenía varias mentiras y que Nabors le mentía frecuentemente. 

### Primer juicio
En el primer juicio, algunos de los acusados parecían emplear un variante de la defensa de pánico gay. En la defensa de Magidson, reconoció implícitamente su papel en la muerte de Araujo, pero alegó que había actuado en un estado de emoción violenta, por lo que debería ser culpado de homicidio, y no de asesinato, bajo la ley de California. El abogado de Merél negó cualquier participación por parte de Merél en el asesinato. Cazares, el único acusado que testificó en el primer juicio y el único que nunca tuvo una relación física con Araujo, negó que había participado en el asesinato pero confesó que había colaborado en enterrar el cadáver. Los testigos de la acusación afirmaron que Cazares intentó intervenir para parar la paliza en hasta cinco ocasiones separadas antes de que se fueran todos los invitados. Los tres negaron la credibilidad de Nabors y dijeron que él había minimizado su papel en la muerte de Araujo y que era quién más se beneficiaba mintiendo. El jurado quedó indeciso sobre los tres acusados y se anuló el juicio. El jurado aparentemente no pudo determinar si el asesinato fue premeditado, y por consiguiente si condenarlos por asesinato en primer grado o asesinato en segundo grado. Sin embargo, otra posibilidad — a la que parecen responder los acusadores en el segundo juicio — es que como no había una teoría coherente sobre quién fue responsable por cuáles papeles en la muerte de Araujo, era imposible que el jurado determinara quién de los tres, si acaso alguno, era culpable. 

### Segundo juicio
A diferencia del primer juicio, en el que solo Cazares testificó, cada uno de los tres acusados testificaron durante este juicio — y se culparon los unos a los otro, así como a Nabors. Sin embargo, Merél concedió (así como los testigos de la prosecución) que Cazarez había intervenido por parte de Araujo durante la paliza. Magidson dijo que se había desmayado y que no se acordaba si intervino Cazares. Cazares reafirmó que solo había ayudado a enterrar el cadáver de Araujo. Ningún testigo testificó haber visto a Cazares golpear a la víctima de manera alguna. Merél culpó a Nabors como el asesino principal, e indicó que Magidson ayudó a Nabors a estrangular a Araujo; Merél reconoció que le había pegado a Araujo en la cabeza con una sartén, pero dijo que no tenía intención de matarla. Magidson también le echó mucha culpa a Nabors, pero también dijo que él estaba muy ebrio la noche del asesinato. Merél y Magidson dijeron que Jaron Nabors golpeó a Araujo en la cabeza con una mancuerna, cosa que previamente no se había revelado. Una mancuerna fue traída de la casa y examinada y se comprobó que sí llevaba sangre. Nabors dijo que nadie le había pegado con una mancuerna. También testificó la novia de Nabors con respecto a la carta que recibió mientras Nabors estaba detenido. Testificó que la carta contenía numerosas mentiras, y que Nabors le mentía frecuentemente. 
El 24 de agosto de 2005 se comienza el alegato final. El acusador Chris Lamero parecía abandonar la estrategia que había empleado inicialmente de culpar a los tres por el crimen y de acusar solo de asesinato en primer grado. Esta vez se concentró en Magidson, llamándole patético y despreciable. En cuanto a Cazares, Lamiero alegó que su colaboración con Magidson le hacía tan culpable de asesinato como Magidson. Se refirió repetidamente a Cazares como "el amigo del asesino" durante su argumentación. Lamiero también pareció conceder que el asesinato podría no ser del primer grado al alegar que lo más importante era condenar a Magidson y Cazares por asesinato, sea en primer o segundo grado. Merél aparentemente se dejó completamente fuera del enfoque del alegato final de Lamiero, quien dijo que el futuro de Merél estaba en las manos del jurado. Esto tal vez se debe a que el testimonio de Merél, si fuera creído, podría establecer la culpabilidad de Magidson y Cazares. 
El abogado de Cazares, Tony Serra, alegó que la evidencia en contra de Cazares era débil. También argumentó que el jurado debía analizar la culpabilidad de los tres acusados individualmente y no tomar una decisión solo para evitar otro juicio nulo. Cuando siguió su argumentación el 25 de agosto, afirmó que su cliente era una persona ordinaria que se dejó influir por la mentalidad de grupo (al enterrar el cuerpo solamente), y atacó a Nabors, tachándole de mentiroso patológico que no podría ser creído. También enfatizó que su cliente, Cazares, fue el único que socorrió a Araujo. 
El 29 de agosto, los abogados de Merél y Magidson dierons sus alegatos finales. El abogado de Merél, William Du Bois, alegó que Merél era, como mucho, culpable de asalto, y no de la muerte de Araujo. Además alegó que Merél solo pretendía asustar a la víctima cuando le pegó en la cabeza con una sartén. El abogado de Magidson, Michael Thorman, alegó que Magidson había actuado en un estado de emoción violenta, que Magidson se sorprendió por la revelación del sexo biológico de Araujo e insinuó que si Araujo se hubiera disculpado, la muerte no habría ocurrido. Tanto Du Bois como Thorman atacaron la crediblidad de Nabors agresivamente. El 30 de agosto, Lamiero dio su alegato final en el que volvió a criticar a Magidson y Cazares y pidió que fueran condenados por asesinato. Notablemente, no pidió lo mismo para Merél. No intentó en absoluto refutar los argumentos del abogado de Merél. Además defendió la credibilidad de Nabors, razonando que Nabors fue quien más posibilitó la acusación del caso.
Después, el Juez Harry Sheppard instruyó al jurado, que inició las deliberaciones.
El 8 de septiembre, el jurado comunicó que tenía veredictos para dos de los tres acusados. Como había dirigido el juez, los veredictos no fueron revelados por el momento.
El 12 de septiembre, luego de que el jurado comunicó que no pudo llegar a un acuerdo sobre el tercer acusado, los otros veredictos fueron anunciados. El veredicto que no se dictó fue el de Cazares, mientras que Magidson y Merél fueron condenados por asesinato en segundo grado, pero el jurado no concedió que se había cometido un crimen de odio, caso en el que habría una sentencia más grave. Como resultado de esta condena, Magidson y Merél pueden ser sentenciados a 15 años de encarcelamiento como mínimo y como máximo a cadena perpetua.
En una entrevista con el San Francisco Chronicle, el miembro del jurado Max Stern, un abogado de San Francisco, indicó que el jurado no creyó particularmente a ninguno de los acusados ni al testigo de la acusación Nabors. Comunicó que el jurado determinó que fue asesinato en vez de homicidio porque los miembros creyeron que las reacciones de Magidson y Merél no eran razonables, pero que negaron las alegaciones de crimen de odio porque no creyeron que el crimen se había cometido debido a la orientación sexual de Araujo, sino a que descontroló la situación. Según Stern, el jurado condenó a Magidson y Merél principalmente a base de sus propias confesiones sobre su participación en la muerte de Araujo. 
Lamiero mostró la misma ambivalencia que el jurado en determinar el intento criminal al comentar: "Que Gwen era transexual no era un acto provocativo. Es quien era. Sin embargo, no ignoraría más la realidad que Gwen tomó unas decisiones en su relación con los acusados que eran imposibles de defender. No creo que la mayoría de los miembros del jurado vayan a pensar que está bien involucrarse sexualmente con alguien sabiendo que suponen que tienes cierta anatomía sexual cuando no la tienes."

### Declaración de Cázares que formalmente cerró el caso
El 16 de diciembre de 2005, para la sorpresa de la prensa, que desconocía que se trataba de un acuerdo entre la acusación y el implicado, Cázares declaró nolo contendere para el cargo de "homicidio voluntario", con una sentencia acordada de seis años de encarcelamiento. Servirá poco más de tres años dado el tiempo que estuvo detenido. Él, junto con Magidson y Merél, fueron sentenciados formalmente el 27 de enero de 2006. Nabors fue condenado a 11 años de encarcelamiento, como se había acordado con la acusación, el 25 de agosto de 2006.

## Recuerdo
La madre de Araujo, quien se refiere a su hija como su "angelita", ha declarado públicamente que quiere que el caso de su hija ayude a cambiar la forma en que se condenan los crímenes de odio que resultan en muerte para que la pena de muerte sea una posible sentencia. Sylvia Guerrero y su hermano David Guerrero han salido en público y ante la prensa para expresar su pena y para denunciar la violencia contra transexuales. 
Además de conocidos de Araujo, cientos de simpatizantes fueron a su funeral que tuvo lugar en la Iglesia Católica de San Eduardo en Newark. Después de las ceremonias, se realizó un desfile por las calles principales que terminó en el centro comercial de la comunidad y al que asistieron varios dignatarios y líderes de la zona. Fue recordada de nuevo durante las vigilias de "Remembering Our Dead" ("Recordando a Nuestros Fallecidos") que tuvieron lugar en varias ciudades principales para conmemorar las muertes de 27 personas transexuales durante el periodo de 12 meses que rodearon la muerte de Gwen Araujo. Unos días después del funeral, miembros de la Iglesia Bautista Westboro (seguidores de Fred Phelps) organizaron un piquete en la iglesia proclamanado que "el adolescente travesti pervertido Eddie Araujo (también conocido como Gwen o Lida) se ha unido a Matthew Shepard en el infierno." La Iglesia de Westboro también organizó piquetes en varios otros lugares de Newark, como Newark Memorial High School donde los estudiantes presentaban una obra de teatro en su recuerdo, The Laramie Project. 
A petición de la madre de Araujo, el nombre de Araujo fue legalmente cambiado de Eddie a Gwen el 23 de junio de 2004.
Una película llamada A Girl Like Me: The Gwen Araujo Story ("Una Chica Como Yo: La Historia de Gwen Araujo), protagonizada por J.D. Pardo y Mercedes Ruehl, fue transmitida por Lifetime el 19 de junio de 2006. 
El día del primer aniversario del asesinato de Gwen Araujo, la Horizons Foundation creó el Fondo Conmemorativo Gwen Araujo para Educación sobre Transexuales para reducir la ignorancia y odio hacia las personas transexuales. El propósito es posibilitar programas educativos que promuevan entendimiento sobre personas y temas transexuales en los nueve condados del Bay Area mediante subvenciones.